# 朗読

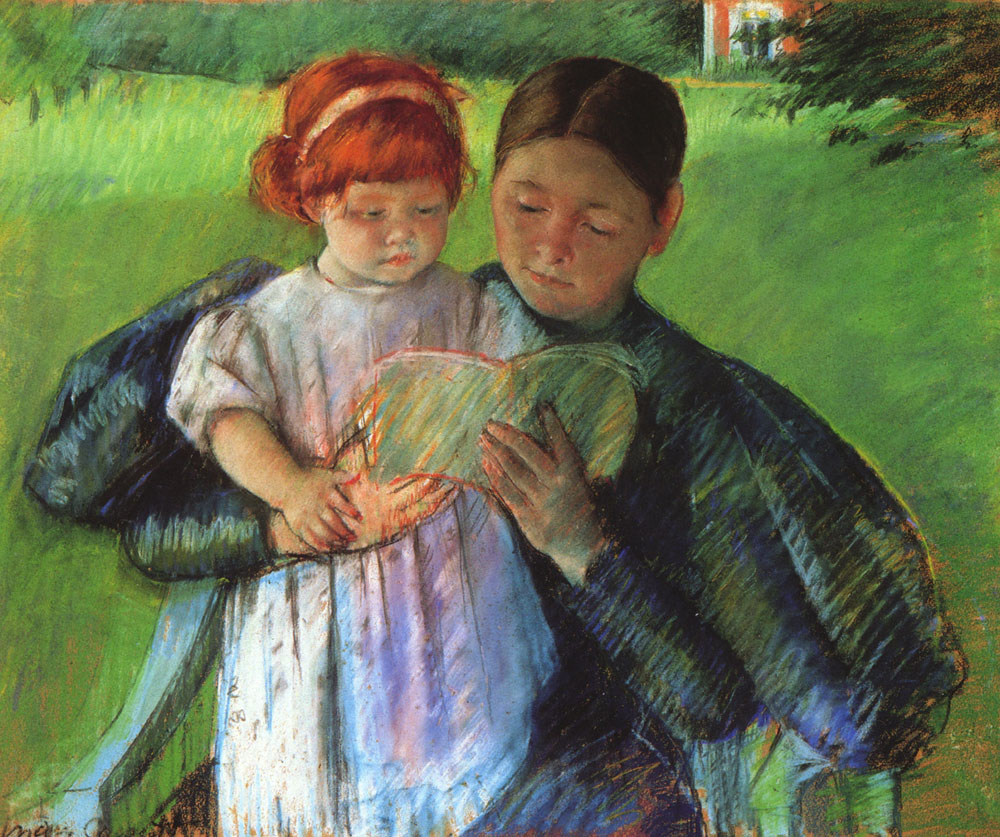
『少女に本を読む子守』メアリー・カサット作（1895年）

朗読（ろうどく）は、声を出しながら文章を読むこと。
「朗読」には「感情をこめて読み上げる」という意味あいも含まれる。また、朗読を芸術的な観点から「文字言語で表現された文学作品を音声言語で再表現する芸術」ととらえる考え方、あるいは、学問・教育的な観点から「自分の読みを獲得し、それを他者に朗（あきら）かにする行為」ととらえる考え方もある。文章を暗記した上でこれを行うことを暗唱という。また、声を出さず、心の中で読み上げることを「黙読（Silent reading）」といい、これに対比させる意味では音読という語もある。さらに、芸術的な表現として文学作品をよむ段階を「表現よみ」という用語で示すという考えもある。

## 概説
歴史を通じて、文学の享受のされ方は、黙読よりも朗読が中心であったとされている。識字率の低い社会では特に読み聞かせが重要となるが、19世紀のイギリス中流階級のような教養のある家庭でも、小説や詩の朗読は家庭内での娯楽の一環として確固たる位置を占めていた。
英語圏では特に詩の朗読は、歌唱や楽器の演奏と同様、芸能として扱われていた感があり、単に声を出して読む、というよりも、そこにいかに感情をこめ、詩の韻律を浮かび上がらせるかに焦点が当てられた。
日本語圏では、江戸時代の識字率が、江戸市中に限ればひらがながほぼ100％を達成するなど、非常に高かったが、当時は黙読の習慣がなく、朗読が基本であった。高札場に御触れが出ると皆が各々声を出して輪唱となり、貸本での読書も、区切りの良いところで読み手を替え、それを複数で聴く手法を採っていた。
朗読・音読は受容的な目（黙）読に比べ、感情を込めて発声することでさらに肉体的・能動的な表現行為となり、より脳を活性化させるということも言われている。ただし脳の活性化は脳機能向上を意味するものではない。

## 朗読に関する取り組み
NHK・民放を問わず、放送局がアナウンサーによる朗読・読み聞かせ（子供を対象）の活動を積極的に展開している。
「ミスター朗読」の通称でも知られる俳優の二瓶鮫一は、深みのある声質から「芝居の原点はテレビ無き時代の紙芝居屋の親父」をモットーに童話や絵本などの朗読をライフワークの一つとしており、主にベネッセコーポレーションの幼児向け教材「こどもちゃれんじ」シリーズのお話コーナーの朗読を長きに渡り担当している。
また、詩人で歌手の友部正人は、朗読と歌唱の関係を思考しつづけており、自身も多くの楽曲のなかでメロディのない言葉を織り込んでいる。アメリカで詩人の朗読をたくさん聴いてまわり、日本でそれに近いことをやろうと詩人とミュージシャンを招いて、詩の朗読会を主催している。